# ناحية الإمام
ناحية الإمام أحد النواحي التابعة لقضاء المحاويل في محافظة بابل في العراق وتقع إلى الشرق من مركز القضاء وتعتمد الناحية الاقتصادية على الزراعة بشكل رئيسي وتبلغ مساحتها حوالي 225 كم2.

## الموقع
تقع ناحية الإمام شمال مدينة الحلة وهي من النواحي التابعة لقضاء المحاويل حيث تقع على بعد (10)كم شرق قضاء المحاويل، تقع على يسار الطريق السريع [الدولي]، ويحيطها من الشمال ناحية المشروع، ومن الشرق قضاء كوثى، ومن الغرب مركز قضاء المحاويل، ومن الجنوب ناحية النيل، وكانت سابقا أحد مراكز الدولة العثمانية نظرا لموقعها الاستراتيجي والتجاري الرابط بين الشرق والغرب وبين العاصمة بغداد والمحافظات الجنوبية.

## التسيمة
سميت بناحية الأمام نسبة إلى الأمام محمد بن الحسن الأسمر، وهو «أبو محمَّد الحسن الأسمر الفارس ابن النقيب شمس الدين أبو عبد الله أحمد بن أبي الحسين علي بن أبي طالب محمَّد بن أبي علي عمر الشريف بن يحيى بن أبي عبد الله الحسين النسَّابة بن أحمد المحدَّث بن أبي علي عمر بن يحيى بن الحسين ذي الدمعة الساكبة بن زيد الشهيد بن علي بن الحسين بن علي بن أبي طالب (عليهم السلام)».

## نبذة
وهي منطقة ريفية وتشتهر الناحية بزراعة النخيل والحمضيات والفواكة وتربية الأبقار والمواشي والطيور بأنواعها، يحاذي الناحية من جهة الشرقية الخط السريع الذي يربط المحافظات الوسطى والجنوبية بالعاصمة بغداد وغيرها، مما سهل لهذه الناحية حرية وسهولة التنقل من وإلى باقي المحافظات، يوجود فيها مرقد السيد الجليل أبو محمد الحسن الأسمر (عليه السلام) في مركزها، الذي يرجع نسبه إلى الإمام علي بن الحسين بن علي بن أبي طالب (ع)، تسكن المدينة قبائل عربية منها ربيعة وشمر وزبيد، كانت الناحية تابعة إلى لواء الحلة في العهد العثماني ثم ألحقت بناحية المحاويل في العهد الملكي وفي سنة 1969، وبعدما تحولت ناحية المحاويل إلى قضاء أصبحت ناحية تابعه له، ثم بدأت تتوسع شيئا فشيئا.
لناحية الإمام أهمية كبيرة فهي من النواحي التي تقع على رقعة جغرافية مهمة حيث تحيط بها المناطق الزراعية التي تصدر منتوجاتها الزراعية إلى المناطق المجاورة لها، ولقربها من الخط السريع المتصل ببغداد الذي يسهل عملية ونقل المنتوجات الزراعية من وإلى الناحية.

## روابط خارجية
- المدحتية نت - نبذة عن محافظة بابل